# Эмили (телесериал)
«Эмили» (англ. Emilie в англоязычном показе, «Дочери Калеба» (фр. Les Filles de Caleb) во французском оригинале) — канадский телевизионный сериал. Экранизация первой части трилогии франкоканадской писательницы Арлетт Кустюр «Дочери Калеба» — «Крик петуха» ( (фр.) „Le Chant du coq“).

## Название
Во французском оригинале телесериал, как и литературный первоисточник, назывался «Дочери Калеба» (Les Filles de Caleb). Под таким названием эта версия транслировалась и во Франции. В англоязычной версии при трансляции по англоязычному каналу Канады CBC Television он назывался «Эмили», по имени главной героини. Под этим названием он транслировался в большинстве стран, где был закуплен.
В России первая трансляция в 1995 году шла под двойным названием «Дочери Калеба. Эмили́» (с ударением в имени героини на последнем слоге, в соответствии с произносительной нормой французского языка). При последующих трансляциях на канале Культура (телеканал) сериал шел под названием «Э́мили», причем имя героини произносилось с ударением на первом слоге, что противоречит французской произносительной норме.

## Сюжет
Действие сериала разворачивается в сельскохозяйственном регионе Мориси канадской провинции Квебек в конце XIX — начале XX веков. Эмили, дочь Калеба Бордело — фермера и отца многочисленного семейства — намеревается получить хорошее образование. Она сталкивается с противодействием консервативного окружения, в первую очередь своего отца, желавшего, чтобы дочь помогала ему в хозяйстве. Однако при поддержке Селины Бордело, своей матери, Эмили удается осуществить свою мечту. Она получает работу сельской учительницы, однако не в родном городке Сент-Станислас (Мориси, Квебек), а в соседнем Сент-Тите...
Там Эмили страстно влюбляется в одного из своих учеников, Овила Проново, который моложе ее на три года. Ради своей любви Эмили отказывается от выгодного и престижного предложения руки и сердца со стороны школьного инспектора Анри Дувиля и выходит замуж за Овила....
Однако Овила, несмотря на страстную любовь к Эмили, оказывается плохим отцом семейства и хозяином дома, предпочитая работе на ферме своего отца Дозите Проново работу на судоверфях и лесоповале в недавно открытом для колонизации регионе Абитиби. Отношения Эмили и Овила, несмотря на страстную любовь, весьма напряжены, которые усугубляются тяжелым материальным положением (в семье один за другим рождается десять детей, из которых выживает девять), однако со стороны Овила материальная поддержка не слишком велика, и Эмили приходится самой тащить на себе всю тяжесть поддержания столь большого семейства. Попытки их отцов, Дозите Проново и Калеба Бордело примирить своих детей результата не приносят. Между тем Овила от валящихся на него с Эмили трудностей пытается найти утешение в алкоголе и азартных играх...
Дозите Проново, не рассчитывая на благоразумие Овила, завещает свою ферму Эмили. Она пытается отказаться от наследства в пользу Овила, но тот отказывается работать на земле, и они переезжают в город Шавиниган. Там отношения супругов становятся ее напряженнее, Овила в очередной раз уезжает в Абитиби, а Эмили в одиночестве рожает девятого ребенка...
После смерти матери (отец умер еще раньше) Эмили с детьми хочет переехать на родину в Сент-Станислас и пытается убедить Овила поехать с ней. Но тот отказывается. В конце концов, уставшая от непутевого поведения Овила и его измен (в один из своих приездов Эмили в Абитиби к Овила тот ей открыто заявляет что живет там с местной индианкой, однако через какое-то время возвращается к Эмили и просит прощения), Эмили настаивает на расставании с Овила, уезжая с детьми в Сент-Станислас...

## В ролях
- Марина Орсини — Эмили Бордело[фр.]
- Рой Дюпюи — Овила (крещен как Шарль) Проново, муж Эмили
- Жермен Уд[фр.] — Калеб Бордело, отец Эмили
- Жоанна-Мари Трамбле[фр.] — Селина Бордело, мать Эмили
- Пьер Курци[фр.] — Дозите Проново, отец Овила, тесть Эмили
- Вероника Ле Флаге[фр.] — Фелисите Проново, мать Овила,  свекровь Эмили
- Люси Лорье — Эмили в детстве
- Венсан Больдюк — Наполеон Бордело, брат Эмили
- Женевьева Ланглуа — Анне Бордело, сестра Эмили
- Ришар Блемер — Эдмон Проново, брат Овила
- Джессика Баркер — Шарлотта Бомье
- Юго Дюбе — Жоакен Крет
- Мишель Гуайет — Лазар Проново, брат Овила
- Патрик Гуайетт — Овид Проново, брат Овила
- Ариана Фредерик — Ева Проново, сестра Овила
- Софи Леже — Антуанетта Аркан
- Жак Люссье — Анри Дувиль, инспектор
- Натали Маллетт — Берта Оклэр
- Жан-Пьер Бержерон — Месье Лебрен («большой толстяк»)
- Мари-Рене Патри — Мадам Лебрен
- Сюзанна Жингра — Мари Лебрен
- Карин Пеллетье — Роз Проново, дочь Эмили и Овила
- Каролин Даверна — Роз Проново в возрасте 8 и 11 лет
- Клод-Ариана Бонен — Роз Проново в возрасте 15 месяцев и 2 лет
- Изабель Роза — Розе Проново
- Франсуа Рено — Телесфор Проново, брат Овила
- Патрик Лаббе — Телесфор Проново в юности
- Давид Шуйнар-Лавуа — Телесфор Проново в детстве
- Катрин Траншмонтань — Генриетта Валле
- Пьер Жермен — Кюре в Сен-Станисласе
- Габриэль Дюшено — Поль Проново, сын Эмили и Овила
- Жюльен Лемэй-Ляпьер — Поль Проново в возрасте 6 месяцев
- Даниэль Ляфламм — Эмиль Проново, брат Овила
- Ивон Руайи — Эмиль Проново в юности
- Филипп Росс — Эмиль Проново в детстве
- Мари-Ева Ферлан-Мирон — Леда Бордело, сестра Эмили
- Александр Пилон — Эмильен Бордело, брат Эмили
- Жод Левейе-Бернар — Эмильен Бордело в детстве
- Максим Коллен — Оноре Бордело, брат Эмили
- Рейнал Бушар — кюре Гренье
- Фабьен Дюпюи — Артюр Вейетт
- Жонатан Мерино-Госселен — Оскар Проново, брат Овила
- Александр Бержерон — Оскар Проново в юности
- Этьен де Пассиле — Оскар Проново в детстве
- Эрик Маккей — Эдвиж Бордело, брат Эмили
- Жан-Франсуа Верметт — Эдвиж Бордело в детстве
- Пьер-Поль Донэ — Пьер-Жозеф Алари
- Матье Ляшапель — маленький Франсуа
- Анни Мажор-Матт — Мари-Анж Проново, дочь Эмили и Овила
- Карин Пёлюбер — Мари-Анж Проново в возрасте 2 и 3 лет
- Марилис Дюшарм — Бланш Проново
- Мирей Уль — Бланш Проново в возрасте 1 года
- Адель Пилот — Жанна Проново, дочь Эмили и Овила
- Давид Кромп — Клеман Проново, сын Эмили и Овила
- Леа Гимон — Алиса Проново, дочь Эмили и Овила
- Аннабель Ламонтань — Алиса Проново в возрасте 3 месяцев
- Рене Жирар — Мадам Клуатр
- Ги Робитай — певчий
- Поль Дион — Эльзеар Вейетт
- Ален Желина — доктор
- Сабен Тивьерж — Пьер Эсташ
- Режан Говен — 1-й посетитель кабака
- Жан-Франсуа Пишетт — 2-й посетитель кабака
- Марк Лего — 3-й посетитель кабака
- Каролина Стефенсон — Филомена
- Мишель-Эдмон Робер — месье Бомье, отец Шарлотты
- Мишель Терьо — Гаспар Периньи

## Съемочная группа
- Автор сценария: Фернан Дансеро[фр.]
- Режиссёр: Жан Боден[фр.]
- Композитор: Ришар Грегуар[фр.]

## Список эпизодов

### Серия 1.
- Первый показ:

 Канада ( Квебек) — 18 октября 1990 г.
 Франция  — 1 декабря 1992 г.

### Серия 2.
- Первый показ:

 Канада ( Квебек) — 25 октября 1990 г.
 Франция  — 8 декабря 1992 г.

### Серия 3.
- Первый показ:

 Канада ( Квебек) — 1 ноября 1990 г.
 Франция  — 15 декабря 1992 г.

### Серия 4.
- Первый показ:

 Канада ( Квебек) — 8 ноября 1990 г.
 Франция  — 22 декабря 1992 г.

### Серия 5.
- Первый показ:

 Канада ( Квебек) — 15 ноября 1990 г.
 Франция  — 29 декабря 1992 г.

### Серия 6.
- Первый показ:

 Канада ( Квебек) — 22 ноября 1990 г.
 Франция  — 5 января 1993 г.

### Серия 7.
- Первый показ:

 Канада ( Квебек) — 29 ноября 1990 г.
 Франция  — 12 января 1993 г.

### Серия 8.
- Первый показ:

 Канада ( Квебек) — 6 декабря 1990 г.
 Франция  — 19 января 1993 г.

### Серия 9.
- Первый показ:

 Канада ( Квебек) — 13 декабря 1990 г.
 Франция  — 26 января 1993 г.

### Серия 10.
- Первый показ:

 Канада ( Квебек) — 20 декабря 1990 г.
 Франция  — 2 февраля 1993 г.

### Серия 11.
- Первый показ:

 Канада ( Квебек) — 27 декабря 1990 г.
 Франция  — 9 февраля 1993 г.

### Серия 12.
- Первый показ:

 Канада ( Квебек) — 3 января 1991 г.
 Франция  — 16 февраля 1993 г.

### Серия 13.
- Первый показ:

 Канада ( Квебек) — 10 января 1991 г.
 Франция  — 23 февраля 1993 г.

### Серия 14.
- Первый показ:

 Канада ( Квебек) — 17 января 1991 г.
 Франция  — 2 марта 1993 г.

### Серия 15.
- Первый показ:

 Канада ( Квебек) — 24 января 1991 г.
 Франция  — 9 марта 1993 г.

### Серия 16.
- Первый показ:

 Канада ( Квебек) — 31 января 1991 г.
 Франция  — 16 марта 1993 г.

### Серия 17.
- Первый показ:

 Канада ( Квебек) — 7 февраля 1991 г.
 Франция  — 23 марта 1993 г.

### Серия 18.
- Первый показ:

 Канада ( Квебек) — 14 февраля 1991 г.
 Франция  — 30 марта 1993 г.

### Серия 19.
- Первый показ:

 Канада ( Квебек) — 21 февраля 1991 г.
 Франция  — 6 апреля 1993 г.

### Серия 20.
- Первый показ:

 Канада ( Квебек) — 28 февраля 1991 г.
 Франция  — 13 апреля 1993 г.

## Награды и премии
1991 год — премия «Жемо»:
- Лучший драматический телесериал
- Лучшая женская роль в драматическом телесериале : Марина Орсини — за роль Эмили Бордело
- Лучшая мужская роль в драматическом телесериале : Рой Дюпюи — за роль Овила Проново
- Лучшая женская роль второго плана в драматическом телесериале : Вероника Ле Флагэ[фр.] — за роль Фелисите Проново
- Лучшая мужская роль второго плана в драматическом телесериале : Жермен Уд[фр.] — за роль Калеба Бордело
- Лучшая режиссура драматического телесериала : Жан Боден[фр.]
- Лучший сценарий драматического телесериала : Фернан Дансеро[фр.]
  - Также были вручены премии за лучшую операторскую работу, лучший монтаж, лучший звук, лучшую работу художника-постановщика, лучшие костюмы и лучшую музыку.